# Bolszaja Łaba
Bolszaja Łaba (ros. Большая Лаба) – rzeka w Rosji, w zachodniej części Kaukazu Północnego, na terenach republiki Karaczajsko-Czerkieskiej. Łączy się z Małą Łabą, tworząc Łabę.